# KTAV Publishing House
A KTAV Publishing House é uma editora localizada no Brooklyn, Nova York. Ktav significa "escrever" em hebraico.
Está entre as editoras mais notáveis de textos judaicos e educacionais desde meados do século XX. Em 2004, foi designada como uma empresa vencedora do prêmio Parents' Choice.

## História
A Ktav Publishing House foi fundada em 1921 e assumiu seu nome no final da década de 1920, quando começou a publicar cadernos escolares. Sol e Bernie Scharfstein assumiram a Ktav de seus pais Asher e Feiga (Fannie), tornando-se coproprietários.
Ao longo dos anos, a Ktav esteve localizada na Canal Street em Manhattan, em Hoboken, Nova Jersey, Jersey City, e atualmente está sediada no Brooklyn, Nova York .  Desde 1984, quando se mudou de Manhattan, e a partir de 1992, a editora estava localizada no distrito industrial de Hoboken e fez parte de um empreendimento de publicação e novidades de US$ 3 milhões por ano.
Em 1992, a Ktav foi dirigida por Sol Scharfstein, que era responsável pela divisão de livros didáticos, e seu irmão mais novo Bernie Scharfstein, que conduzia os assuntos administrativos e supervisionava trabalhos acadêmicos e teológicos. 
Nesse ano, tinha um catálogo de mais de 700 títulos. Em 2008, incluía livros didáticos, siddurs (livros de orações judaicos), obras acadêmicas e livros sobre espiritualidade. Publicou cerca de 25 novos livros por ano em 1992 e 15 ou 16 novos livros por ano em 2008. Previa-se que alguns dos livros de Ktav venderiam apenas algumas centenas de cópias, enquanto outros seriam vendidos em maior número.
Em 2004, a Ktav foi designada como uma empresa vencedora do Parents' Choice Award.
Em 2014, o proprietário e CEO da Ktav era Moshe Heller, que fundou a Urim Publications em 1997, uma editora independente com sede em Jerusalém e Nova York.